# Home Nations Championship 1934
Nach dem Ausschluss Frankreichs wurde das Rugby-Union-Turnier Five Nations (heute Six Nations) von 1932 bis 1939 als Home Nations Championship mit vier britischen Mannschaften weitergeführt. Das Turnier des Jahres 1934 fand vom 20. Januar bis zum 17. März statt. Turniersieger wurde England, das mit Siegen gegen alle anderen Teilnehmer die Triple Crown schaffte.

## Teilnehmer
| Land       | Stadion                        | Stadt             | Kapitän                   |
| ---------- | ------------------------------ | ----------------- | ------------------------- |
| England    | Twickenham Stadium             | London            | Bernard Gadney            |
| Irland     | Lansdowne Road                 | Dublin            | Jack Siggins              |
| Schottland | Murrayfield Stadium            | Edinburgh         | Harry Lind / Mark Stewart |
| Wales      | Cardiff Arms Park / St Helen’s | Cardiff / Swansea | John Evans / Claud Davey  |

## Tabelle
|    | Land       | Spiele | Siege | Unent. | Ndlg. | Spiel- punkte | Diff. | Tabellen- punkte |
| -- | ---------- | ------ | ----- | ------ | ----- | ------------- | ----- | ---------------- |
| 1. | England    | 3      | 3     | 0      | 0     | 28:6          | + 22  | 6                |
| 2. | Wales      | 3      | 2     | 0      | 1     | 26:15         | + 11  | 4                |
| 3. | Schottland | 3      | 1     | 0      | 2     | 25:28         | − 3   | 2                |
| 4. | Irland     | 3      | 0     | 0      | 3     | 12:42         | − 30  | 0                |

## Ergebnisse
| 20. Januar 1934 | Wales | 0 : 9         | England                   | Cardiff Arms Park, Cardiff Zuschauer: 50.000 Schiedsrichter: Frank Haslett (Irland) |
| 20. Januar 1934 |       | (0:6) Bericht | Versuche: Meikle (2) Warr | Cardiff Arms Park, Cardiff Zuschauer: 50.000 Schiedsrichter: Frank Haslett (Irland) |

| 3. Februar 1934 | Schottland                           | 6 : 13        | Wales                                        | Murrayfield Stadium, Edinburgh Zuschauer: 60.000 Schiedsrichter: Harold Day (England) |
| 3. Februar 1934 | Versuche: Logan Straftritte: Ritchie | (0:5) Bericht | Versuche: Cowey (2) Rees Erhöhungen: Jenkins | Murrayfield Stadium, Edinburgh Zuschauer: 60.000 Schiedsrichter: Harold Day (England) |

| 10. Februar 1934 | Irland           | 3 : 13        | England                                          | Lansdowne Road, Dublin Schiedsrichter: Malcolm Allan (Schottland) |
| 10. Februar 1934 | Versuche: Morgan | (3:8) Bericht | Versuche: Fry (2) Meikle Erhöhungen: Gregory (2) | Lansdowne Road, Dublin Schiedsrichter: Malcolm Allan (Schottland) |

| 24. Februar 1934 | Schottland                                                          | 16 : 9         | Irland                         | Murrayfield Stadium, Edinburgh Schiedsrichter: Barry Cumberlege (England) |
| 24. Februar 1934 | Versuche: Crawford Dick (2) Erhöhungen: Shaw (2) Straftritte: Allan | (11:3) Bericht | Versuche: O’Connor Russell (2) | Murrayfield Stadium, Edinburgh Schiedsrichter: Barry Cumberlege (England) |

| 10. März 1934 | Wales                                                | 13 : 0  | Irland | St Helen’s, Swansea Schiedsrichter: Billy Burnet (Schottland) |
| 10. März 1934 | Versuche: Cowey Fear Jenkins Erhöhungen: Jenkins (2) | Bericht |        | St Helen’s, Swansea Schiedsrichter: Billy Burnet (Schottland) |

| 17. März 1934 | England                | 6 : 3         | Schottland     | Twickenham Stadium, London Schiedsrichter: Frank Haslett (Irland) |
| 17. März 1934 | Versuche: Booth Meikle | (3:3) Bericht | Versuche: Shaw | Twickenham Stadium, London Schiedsrichter: Frank Haslett (Irland) |